# Mario Antonio Monge
Mario Antonio Monge Paredes (San Salvador; 27 de noviembre de 1938) es un exfutbolista de El Salvador que jugó como delantero.

## Trayectoria
Jugó para dos de los "tres grandes" del fútbol salvadoreño, FAS, siendo bicampeón del Campeonato salvadoreño y Alianza, que igualmente ganó dos veces el campeonato de liga y la Copa de Campeones de la Concacaf 1967.
También pasó por el Toronto Italia de Canadá en 1962 y el último club de su carrera fue nuevamente el FAS, donde se retiró en 1970.

## Selección nacional
Con la selección de El Salvador jugó 30 partidos y marcó 8 goles, hasta 1970. Estuvo en la convocatoria del Mundial de ese año.
Durante la Copa del Mundo organizada en México, estuvo en dos encuentros: contra el país anfitrión y contra la Unión Soviética.

### Participaciones en Copas del Mundo
| Mundial                        | Sede   | Resultado    |
| ------------------------------ | ------ | ------------ |
| Copa Mundial de Fútbol de 1970 | México | Primera fase |

## Clubes
| Club                    | País        | Año       |
| ----------------------- | ----------- | --------- |
| Once Municipal          | El Salvador | 1956-1958 |
| Atlético Constancia     | El Salvador | 1958-1960 |
| FAS                     | El Salvador | 1960-1964 |
| Toronto Italia (cesión) | Canadá      | 1962      |
| Alianza                 | El Salvador | 1965-1968 |
| FAS                     | El Salvador | 1968-1970 |

## Palmarés

### Títulos nacionales
| Título           | Equipo  | País        | Año     |
| ---------------- | ------- | ----------- | ------- |
| Primera División | FAS     | El Salvador | 1961-62 |
| Primera División | FAS     | El Salvador | 1962    |
| Primera División | Alianza | El Salvador | 1965-66 |
| Primera División | Alianza | El Salvador | 1966-67 |

### Títulos internacionales
| Título                           | Equipo  | País        | Año  |
| -------------------------------- | ------- | ----------- | ---- |
| Copa de Campeones de la Concacaf | Alianza | El Salvador | 1967 |

### Distinciones individuales
| Distinción                                            | Año     |
| ----------------------------------------------------- | ------- |
| Máximo goleador de la Primera División de El Salvador | 1961-62 |